# نهر باتابسكو
نهر باتابسكو الرئيسي  هو نهر يقع في وسط ماريلند ويصب في خليج تشيزبيك، يبلغ طوله 39-ميل  (63 كـم)، يشكل جزء المد والجزر في النهر ميناء مدينة بالتيمور. يشكل النهر بفرعه الجنوبي الحدود الشمالية لمقاطعة هوارد. اسم "Patapsco" مشتق من كلمة Algonquianpota -psk-ut، والتي تُترجم إلى "المياه الراكدة".